# Sezona Velikih nagrad 1949
Sezona Velikih nagrad 1949, dirke niso bile povezane v prvenstvo. 

## Velike nagrade

### Grandes Épreuves
| Velika nagrada                  | Dirkališče        | Datum         | Zmag. dirkač            | Zmag. moštvo | Poročilo |
| ------------------------------- | ----------------- | ------------- | ----------------------- | ------------ | -------- |
| Velika nagrada Velike Britanije | Silverstone       | 14. maj       | Emmanuel de Graffenried | Maserati     | Poročilo |
| Velika nagrada Belgije          | Spa-Francorchamps | 19. junij     | Louis Rosier            | Talbot-Lago  | Poročilo |
| Velika nagrada Švice            | Bremgarten        | 3. julij      | Alberto Ascari          | Ferrari      | Poročilo |
| Velika nagrada Francije         | Reims             | 17. julij     | Louis Chiron            | Talbot-Lago  | Poročilo |
| Velika nagrada Italije          | Monza             | 11. september | Alberto Ascari          | Ferrari      | Poročilo |

### Ostale Velike nagrade
| Velika nagrada                       | Dirkališče           | Datum         | Zmag. dirkač       | Zmag. moštvo  | Poročilo |
| ------------------------------------ | -------------------- | ------------- | ------------------ | ------------- | -------- |
| Velika nagrada Generala Juana Peróna | Retiro               | 30. januar    | Alberto Ascari     | Maserati      | Poročilo |
| Velika nagrada Eve Duarte Perón      | Retiro               | 6. februar    | Oscar Gálvez       | Alfa Romeo    | Poročilo |
| Copa Acción de San Lorenzo           | Parque Independencia | 13. februar   | Nino Farina        | Ferrari       | Poročilo |
| Velika nagrada Generala San Martína  | El Torreón           | 27. februar   | Juan Manuel Fangio | Maserati      | Poročilo |
| Semana de Bell Ville                 | Bell Ville           | 20. marec     | Oscar Gálvez       | Alfa Romeo    | Poročilo |
| Velika nagrada Interlagosa           | Interlagos           | 20. marec     | Luigi Villoresi    | Maserati      | Poročilo |
| Velika nagrada Ria de Janeira        | Gávea                | 27. marec     | Luigi Villoresi    | Maserati      | Poročilo |
| Velika nagrada Sanrema               | Sanremo              | 3. april      | Juan Manuel Fangio | Maserati      | Poročilo |
| Grand Prix de Pau                    | Pau                  | 18. april     | Juan Manuel Fangio | Maserati      | Poročilo |
| Richmond Trophy                      | Goodwood             | 18. april     | Reg Parnell        | Maserati      | Poročilo |
| Velika nagrada Pariza                | Montlhéry            | 24. april     | Philippe Étancelin | Talbot-Lago   | Poročilo |
| Jersey Road Race                     | Saint Helier         | 28. april     | Bob Gerard         | ERA           | Poročilo |
| Velika nagrada Roussillona           | Perpignan            | 7. maj        | Juan Manuel Fangio | Maserati      | Poročilo |
| Velika nagrada Marseilla             | Marseille            | 14. maj       | Juan Manuel Fangio | Simca-Gordini | Poročilo |
| British Empire Trophy                | Douglas              | 26. maj       | Bob Gerard         | ERA           | Poročilo |
| Velika nagrada Frontieresa           | Chimay               | 5. junij      | Guy Mairesse       | Talbot-Lago   | Poročilo |
| Velika nagrada Albija                | Albi                 | 10. julij     | Juan Manuel Fangio | Maserati      | Poročilo |
| Velika nagrada Zandvoorta            | Zandvoort            | 31. julij     | Luigi Villoresi    | Ferrari       | Poročilo |
| Grand Prix du Comminges              | Saint-Gaudens        | 7. avgust     | Charles Pozzi      | Delahaye      | Poročilo |
| BRDC International Trophy            | Silverstone          | 20. avgust    | Alberto Ascari     | Ferrari       | Poročilo |
| Velika nagrada Lausanna              | Lausanne             | 27. avgust    | Nino Farina        | Maserati      | Poročilo |
| Goodwood Trophy                      | Goodwood             | 17. september | Reg Parnell        | Maserati      | Poročilo |
| Velika nagrada Avstralije            | Leyburn              | 18. september | John Crouch        | Delahaye      | Poročilo |
| Velika nagrada Češkoslovaške         | Brno                 | 25. september | Peter Whitehead    | Ferrari       | Poročilo |
| Velika nagrada Salona                | Montlhéry            | 9. oktober    | Raymond Sommer     | Talbot-Lago   | Poročilo |
| Velika nagrada Generala Juana Peróna | Retiro               | 18. december  | Alberto Ascari     | Ferrari       | Poročilo |

## Statistika Zmag

### Dirkači (Vsaj dve zmagi)
| Dirkač             | Zmage |
| ------------------ | ----- |
| Juan Manuel Fangio | 5     |
| Alberto Ascari     | 3     |
| Charles Pozzi      | 3     |
| Bob Gerard         | 2     |

### Moštva
| Moštvo        | Zmage |
| ------------- | ----- |
| Maserati      | 9     |
| Ferrari       | 5     |
| Talbot        | 4     |
| Delahaye      | 4     |
| ERA           | 2     |
| Simca-Gordini | 1     |